# Jean-Marc Vayssouze-Faure
Jean-Marc Vayssouze-Faure, né le 30 mai 1972 à Cahors, est un homme politique français.
Membre du Parti socialiste, il est maire de Cahors de 2008 à 2023. Le 24 septembre 2023, il est sénateur du Lot.

## Biographie
Jean-Marc Vayssouze-Faure est président de l'Association des maires et élus du Lot, et président de l'AMF Occitanie. 
Le 24 septembre 2023 il est élu sénateur français du Lot sous l’étiquette du Parti socialiste.